# Otto Hjelt

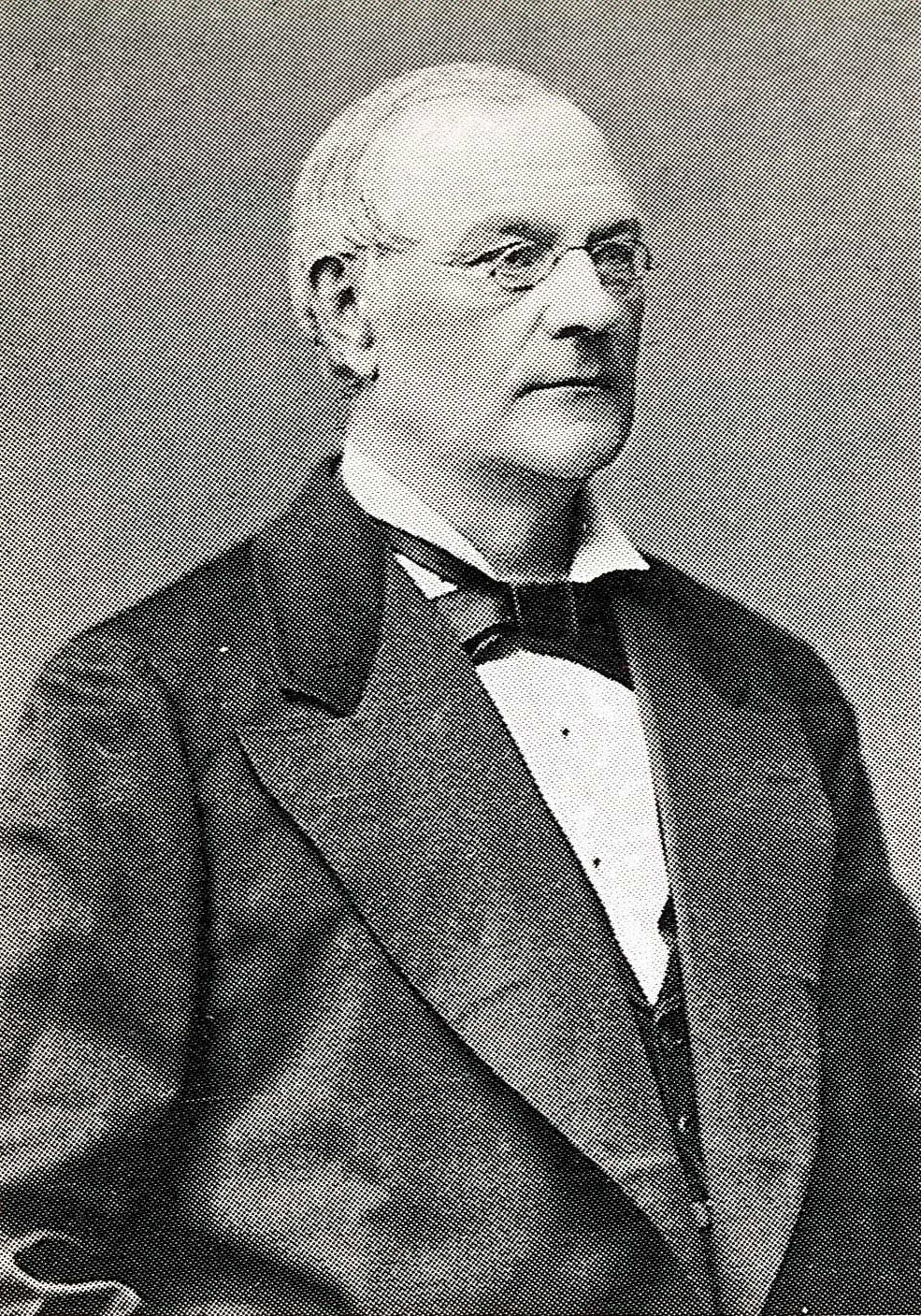
Otto Hjelt på tidigt 1870-tal.

Otto Edvard August Hjelt, född 18 april 1823 i Åbo, död 13 juni 1913 i Helsingfors, var en finländsk läkare. Han var son till Christian Ludvig Hjelt och far till Edvard Hjelt, August Hjelt och Arthur Hjelt.
Hjelt blev student vid Kejserliga Alexanders Universitetet i Finland 1839, filosofie kandidat och magister 1844 samt filosofie licentiat 1846 och filosofie doktor 1847, sedan han samma år utgivit avhandlingen In systema nervorum sympathicum Gadi Lotae observationes. År 1852 blev han medicine kandidat och samma år docent i anatomi på grund av arbetet De nervis cerebralibus parteque cephalica nervi sympathici Bufonis cinerei. Samtidigt förordnades han att förestå prosektorstjänsten och utnämndes 1856 till ordinarie prosektor efter att han 1855 avlagt medicine licentiatexamen och speciminerat för medicine doktorsgrad med Bidrag till läran om det kalla vattnet såsom läkemedel.
Efter att ha utgivit undersökningen Om nervernas regeneration och dermed sammanhängande förändringar af nervrören var han 1859–1885 professor i patologisk anatomi och statsmedicin. Han verkade starkt för ordnandet av hälsovården i Finland; den finländska hälsovårdsstadgan 1879 var till största delen hans verk. Under sin verksamhet som universitetslärare samlade han ett patologisk-anatomiskt museum och på hans initiativ uppfördes en särskild byggnad för den patologisk-anatomiska institutionen, invigd 1878.
Han utnämndes till arkiater 1885. Han blev ledamot av Vetenskaps- och vitterhetssamhället i Göteborg 1878, av Vetenskapssocieteten i Uppsala 1894, av Vetenskapsakademien 1907 och promoverades till filosofie hedersjubeldoktor vid Linnéjubileet i Uppsala samma år. År 1910 utnämndes han till hedersledamot av Finska Vetenskapsakademien.